# 阿史那矩
阿史那矩（?—?），唐初高昌国大臣。国王麴文泰背离唐朝，投靠西突厥，联合西突厥讨伐唐朝的属国伊吾。唐太宗李世民下诏斥责麴文泰，征召阿史那矩到长安议事。麴文泰不放阿史那矩，只是让长史麹雍来谢罪。之后又入侵焉耆，说：“鹰飞于天，雉伏于蒿，猫游于堂，鼠噍于穴，各得其所，岂不能自生邪！”不愿意做唐朝的臣属。唐太宗派大将侯君集灭亡了高昌。